# Gobipipus reshetovi
Gobipipus reshetovi (Гобіпіпус) — вид викопних енанціорносових птахів, що мешкав в крейдяному періоді (80 млн років тому). Викопні рештки знайшли у відкладеннях формації Барун Гойот поблизу міста Хермін Цав у пустелі Гобі, Монголія в 2013 році. Скам'янілість містить частковий скелет (череп, частина хребта, плечового пояса, передніх кінцівок).